# سوپ نودل مرغ (ترانه جی-هوپ)
«سوپ نودل مرغ» (انگلیسی: Chicken Noodle Soup) ترانه‌ای از رپر اهل کره جنوبی، جی-هوپ از بی‌تی‌اس با همکاری خواننده آمریکایی بکی جی است. این ترانه در ۲۷ سپتامبر ۲۰۱۹ توسط بیگ هیت میوزیک منتشر شد. این ترانه یک سمپل از ترانهٔ دی‌جی وبستر و یانگ بی با همین نام است که در سال ۲۰۰۶ منتشر شد.

## تبلیغ
پس از اینکه بکی جی «#BeckyHasAnotherSecret» را توییت کرد، بی‌تی‌اس بر روی گفتهٔ او «I have a secret too...» را به همراه «#CNS» در ۲۶ سپتامبر توییت کرد.

## جدول‌های موسیقی
| جدول (۲۰۱۹)                                        | بالاترین جایگاه |
| -------------------------------------------------- | --------------- |
| آرژانتین (آرژانتین هات ۱۰۰)                        | ۶۳              |
| ترانه‌های دیجیتال استرالیا (ای‌آرآی‌ای)               | ۲۷              |
| کانادا (۱۰۰ تک‌آهنگ داغ کانادا)                     | ۵۵              |
| فروش ترانه‌های دیجیتال دانمارک (بیلبورد)            | ۸               |
| فروش ترانه‌های دیجیتال یورو (بیلبورد)               | ۱۳              |
| فروش ترانه‌های دیجیتال فنلاند (بیلبورد)             | ۱               |
| فرانسه (اس‌ان‌ئی‌پی)                                  | ۸               |
| یونان (آی‌اف‌پی‌آی)                                   | ۵۳              |
| مجارستان (۴۰ تک‌آهنگ برتر)                          | ۴               |
| ایرلند (ایرما)                                     | ۸۰              |
| لیتوانی (ای‌جی‌ای‌تی‌ای)                               | ۶۰              |
| تک‌آهنگ‌های داغ نیوزیلند (آرام‌ان‌زی)                  | ۱۳              |
| فروش ترانه‌های دیجیتال نروژ (بیلبورد)               | ۵               |
| فروش ترانه‌های دیجیتال پرتغال (بیلبورد)             | ۶               |
| روسیه (تاپ‌هیت)                                     | ۵۴              |
| اسکاتلند (اوسی‌سی)                                  | ۱۹              |
| فروش ترانه‌های دیجیتال سوئد (بیلبورد)               | ۲               |
| تک‌آهنگ‌های بریتانیا (اوسی‌سی)                        | ۸۲              |
| بیلبورد هات ۱۰۰ ایالات متحده                       | ۸۱              |
| فروش ترانه‌های دیجیتال جهانی ایالات متحده (بیلبورد) | ۱               |